# Diego’s Umbrella
Diego’s Umbrella ist eine amerikanische Rockgruppe aus San Francisco, Kalifornien. Ihre Musik ist eine Kombination von Pop mit Polka und Punkrock.

## Geschichte
Im Jahr 2000 gründeten Tyson Maulhardt (Gitarre, Gesang) und Vaughn Lindstrom (Gitarre, Gesang) die Gruppe in San Francisco. Weitere Mitglieder sind Ben Leon (Gitarre, Gesang, Perkussion), Jake Wood (Schlagzeug), Kevin Blair (Bass) und Jason Kleinberg (Geige, Gesang, Akkordeon). Ihr erstes Album Songs for the Farmers erschien 2001.

## Diskografie
- Songs for the Farmers (2001)
- Kung Fu Palace (2006)
- Viva La Juerga (2007)
- Double Panther (2008)
- Richardson b/w Downtown EP (2011)